# گازیا
گازیا (به لاتین: Gaziya) یک منطقهٔ مسکونی در روسیه است که در شهرستان کایتاگسکی واقع شده‌است.